# Hymenopenaeus sewelli
Hymenopenaeus sewelli är en kräftdjursart som beskrevs av Ramadan 1938. Hymenopenaeus sewelli ingår i släktet Hymenopenaeus och familjen Solenoceridae. Inga underarter finns listade i Catalogue of Life.